# Lucía García Muñoz
Lucía García Muñoz (Sant Feliu de Guíxols, 24 de març de 2004) és una ciclista professional que combina la pista i la carretera al Zaaf Cycling Team.

## Trajectòria

### Temporada 2022
Competint pel Costa Brava Mediterranean Foods, el 2022 va aconseguir cinc podis en el campionat estatal en pista, incloent-hi l'or en persecució, fet que va comportar que fos seleccionada per a participar en els campionats del món de ciclisme de pista júnior, celebrats a Tel-Aviv. A més, també competí en carretera amb el CC Ataraxia i també fou seleccionada per als mundials júnior de carretera, disputats a Wollongong (Austràlia), on va quedar la 33a en la contrarellotge. A la fi de l'any, es va fer públic que fitxava per l'equip professional de carretera Zaaf Cycling Team i va rebre el premi a la ciclista revelació catalana per part de la Federació Catalana de Ciclisme.

### Temporada 2023
Va debutar amb el Zaaf Cycling Team a la Women Cycling Pro Costa i la Clàssica d'Almeria, curses disputades a Almeria de categoria 1.1.